# Meistriliiga
Meistriliiga grundades 1992, och är herrarnas högsta division för fotboll i Estland.

## Mästare
- 1992:  Norma Tallinn
- 1992/93: Norma Tallinn
- 1993/94: Flora Tallinn
- 1994/95:  Flora Tallinn
- 1995/96: Lantana Tallinn
- 1996/97:  Lantana Tallinn
- 1997/98: Flora Tallinn
- 1998:  Flora Tallinn
- 1999: Levadia Maardu
- 2000:  Levadia Maardu
- 2001:  Flora Tallinn
- 2002:  Flora Tallinn
- 2003:  Flora Tallinn
- 2004:  Levadia Tallinn
- 2005:  TVMK
- 2006:  Levadia Tallinn
- 2007:  Levadia Tallinn
- 2008:  Levadia Tallinn
- 2009:  Levadia Tallinn
- 2010:  Flora Tallinn
- 2011:  Flora Tallinn
- 2012:  Nõmme Kalju
- 2013:  Levadia Tallinn
- 2014:  Levadia Tallinn
- 2015:  Flora Tallinn
- 2016:  Infonet
- 2017:  Flora Tallinn
- 2018:  Nõmme Kalju FC
- 2019:  Flora Tallinn
- 2020:  Flora Tallinn
- 2021:  FCI Levadia Tallinn
- 2022:  Flora Tallinn
- 2023:  Flora Tallinn
- 2024:  FCI Levadia Tallinn